# Neurateles papyraceus
Neurateles papyraceus är en stekelart som beskrevs av Julius Theodor Christian Ratzeburg 1848. Neurateles papyraceus ingår i släktet Neurateles och familjen brokparasitsteklar. Arten är reproducerande i Sverige. Inga underarter finns listade i Catalogue of Life.